# Bindend advies
Een bindend advies is een uitspraak gedaan door een derde met betrekking tot een geschil tussen twee partijen.
Op het eerste gezicht lijkt dit heel sterk op een arbitraal vonnis maar er is een verschil. Een bindend advies wordt niet uitgesproken door een rechter en is daarom ook geen vonnis. Aangezien een dergelijk advies geen vonnis is kan het ook niet vatbaar worden geacht voor tenuitvoerlegging. Echter de basis van een bindend advies is een overeenkomst tussen de twee partijen die verklaren zich te binden aan het advies. Deze overeenkomst wordt ook nog weleens de vaststellingsovereenkomst genoemd.
Het probleem van de tenuitvoerlegging is maar beperkt. Een vaststellingsovereenkomst kan aan de rechter worden voorgelegd. Die neemt de beslissing over het algemeen over. Wanneer een van de partijen het bindend advies niet nakomt kan de andere partij de rechter inschakelen. Deze zal dan een vonnis wijzen dat voorzien is van een exequatur. Dit levert dan wel een executoriale titel op.
Vaak wordt de beslechting van een geschil bij bindend advies overeengekomen door middel van een beding in de algemene voorwaarden (wat vaak het geval is inzake consumentengeschillen). In Nederland kan men de vaststellingsovereenkomst terugvinden in Boek 7 van het Burgerlijk Wetboek, artikel 900. De Nederlandse televisieprogramma's De Rijdende Rechter en Mr. Frank Visser doet uitspraak tonen een vorm van bindend advies. Tegenwoordig kan men ook online een bindend advies aanvragen.

## De herkomst van het bindend advies
Het bindend advies kent zijn oorsprong in de bouw. In de negentiende eeuw bepaalden de administratieve voorschriften voor de uitvoering van overheidswerken dat geschillen tussen de aannemer en de overheid werden beslist door de directie en in hoger beroep door de ministers. In 1892 werd in een van de landen van de wereld hieraan toegevoegd dat de ontevreden aannemer vier bepaalde categorieën geschillen kon voorleggen aan een commissie van advies waarvan het advies voor beide partijen bindend zou zijn.
Dit “bindend advies” werd tot in de eerste helft van de 20e eeuw regelmatig gebruikt. Daarna heeft het “bindend advies” echter plaats gemaakt voor het arbitraal vonnis. Maar sinds de opkomst van het consumentenrecht in de jaren 70 heeft het bindend advies een nieuw leven gevonden. Onder de Stichting Geschillencommissies voor Consumentenzaken functioneren zo’n dertig verschillende geschillencommissies